# Pitiriasi alba
La pitiriasi alba è un disturbo della pigmentazione cutanea che si manifesta con aree più o meno estese di ipomelanosi.

## Epidemiologia
La pitiriasi alba interessa soprattutto i bambini di età compresa tra i 3 e i 16 anni, con maggiore incidenza nei maschi. Benché sia più evidente negli individui di carnagione scura, colpisce maggiormente gli individui di carnagione chiara.

## Eziologia e patogenesi
Ad oggi, non si conosce la causa della pitiriasi alba. Tuttavia, tali lesioni possono presentarsi nel contesto di una dermatite atopica o di una psoriasi, associazione che suggerisce una causa infiammatoria come terreno patogenetico della pitiriasi alba. A sostegno di questa ipotesi vi è inoltre il quadro istopatologico che mostra una diminuzione dei melanociti e dei melanosomi, infiltrazione dermica e ipercheratosi con paracheratosi, reperti caratteristici di diversi quadri infiammatori cutanei.

## Profilo clinico
La pitiriasi alba appare come una macchia bianca di forma circolare od ovalare, non dolente e non pruriginosa, singola o comunque in numero limitato. Differentemente dalla vitiligine, le macchie non sono mai completamente bianche; la superficie centrale è finemente desquamante, i margini sfumati. Benché le macchie possano presentarsi ovunque (soprattutto sulla superficie estensoria delle articolazioni), compaiono più frequentemente a livello della fronte, dei prolabi, delle guance e degli zigomi. Per il contrasto con la cute circostante, le macchie sono più visibili in estate o comunque sulla cute abbronzata.

## Profilo diagnostico
Il semplice contesto anamnestico e un accurato obiettivo forniscono elementi sufficienti per porre diagnosi di pitiriasi alba. La diagnosi differenziale si pone con la vitiligine, la pitiriasi versicolore e le ipocromie post-traumatiche.

## Terapia
La pitiriasi alba non necessita di una terapia, essendo comunque una condizione autolimitante. Creme emollienti o blandi corticosteroidi (questi ultimi solo per due settimane) possono essere usati per limitare la comparsa delle discromie. Nel periodo estivo, l'utilizzo di creme schermanti è utile per limitare il contrasto con la cute circostante. In gravi casi selezionati,  può essere utile instaurare una terapia PUVA È stata inoltre dimostrata la validità di una terapia rapida alternativa con il tacrolimus (0.1%).